# Circuit urbain de Phoenix
Le circuit urbain de Phoenix est situé dans les rues de la ville de Phoenix, Arizona, aux États-Unis. Le Grand Prix des États-Unis de Formule 1 s'y est couru en 1989, 1990 et 1991. Ce fut un circuit de la même trempe que le circuit de Détroit.
On retrouve ici une piste bosselée, des virages à angles droit, inintéressants au niveau des courses, sans adhérence, et malgré les efforts réalisés, les organisateurs ne convaincront pas la FISA à faire revenir la Formule 1 aux États-Unis. Le GP des États-Unis ne reviendra qu'en 2000, à Indianapolis.
Phoenix tournait dans le sens inverse des aiguilles d'une montre.
C'est sur ce circuit que Jean Alesi se révéla en Formule 1. En 1990, au volant de sa modeste Tyrrell, il réussit pendant quelques tours à mener la course après avoir dépassé la McLaren d'Ayrton Senna.